# 史記会注考証
『史記会注考証』（しきかいちゅうこうしょう）は、『史記』の注釈書の1つ。日本の瀧川龜太郎（資言）が編纂した。初版は東方文化学院東京研究所より1932年から1934年にかけて刊行、全10冊。現代日本における『史記』研究の基礎となる書物であり、もっとも優れたものである。
会注とは、注を集めたという意味で、『史記会注考証』には、『史記』本文と『史記』の3つの代表的な以下の注を収めている。
- 南朝宋の裴駰による『史記集解』
- 唐の司馬貞による『史記索隠』
- 唐の張守節による『史記正義』

本書の注目すべきところは、唐の張守節の『史記正義』を大幅に復元したことである。中国の歴代の史記刊本（例『史記評林』）の中では大幅に削除・省略されていたのだが、瀧川が日本に伝存していた当該佚文を、直江兼続旧蔵書の南宋黄善夫本などから広く蒐集し『史記会注考証』に収録した。
またこれに加えて、考証として、清の考証学や日本での研究を参考にして、瀧川自身が注をつけている。これまでの注釈を集大成し、清の崔述や、日本の江戸時代の考証学者中井履軒らの著述も参考にしているので、非常に便利な注釈書であり、『史記』の現代日本語訳書の出版においてしばしば底本とされている。バートン・ワトソンの英訳も『考証』から訳された。
ただし、参考した注釈を明記しない場合があり、時には先行する注釈の説を剽窃して瀧川自身の見解として述べている部分もあるので、考証部分を利用するに際しては一定の注意を要す。

## 水沢利忠の史記会注考証校補
東京教育大学講師の水沢利忠は、瀧川が探索した以外にも史記の史料が日本に残存していることを発見し、その探訪につとめて『史記会注考証校補』を刊行した。

## 刊本
瀧川龜太郎『史記会注考證』（東京大学東洋文化研究所蔵版）史記会注考証校補刊行会、1956 - 1957年。
- 『史記会注考證 卷 1』。
- 『史記会注考證 卷 2』。
- 『史記会注考證 卷 3』。
- 『史記会注考證 卷 4』。
- 『史記会注考證 卷 5』。
- 『史記会注考證 卷 6』。

- 『史記会注考證校補 巻1 本紀 第1』（水沢利忠 著）。
- 『史記会注考證校補 巻2 本紀 第2』（水沢利忠 著）。

台湾華文電子書庫（国家図書館） - 国立台湾大学図書館所蔵初版本の電子版
- 史記會注考證一
- 史記會注考證二
- 史記會注考證三
- 史記會注考證四
- 史記會注考證五
- 史記會注考證六
- 史記會注考證七
- 史記會注考證八
- 史記會注考證九
- 史記會注考證十

『史記会注考証』（東方文化学院東京研究所蔵版）松雲堂、1933 - 1937年。
- 『太史公自序』。
- 『1 本紀』。
- 『2 本紀』。
- 『3 表』。
- 『4 書』。
- 『5 世家』。
- 『6 世家』。
- 『7 列伝』。
- 『8 列伝』。
- 『9 列伝』。
- 『10 列伝総論』。
- 『巻1-5』。
- 『巻6-12』。
- 『巻13-22』。
- 『巻23-30』。
- 『巻31-42』。
- 『巻43-60』。
- 『巻61-80』。
- 『巻81-105』。
- 『巻106-121』。
- 『巻122-130』。
- 『巻122-130』。

教科書用分冊
- 『仲尼弟子列伝』。
- 『孔子世家』。
- 『項羽本紀・留侯世家・伯夷列伝・魏公子列伝・淮陰侯列伝』。
- 『史記会注考証 伯夷列伝・管晏列伝・老荘申韓列伝』。
- 『史記会注考証 孟子荀卿列伝・孟嘗君列伝』。